# 蒲州 (金朝)
蒲州，金朝时设置的州。
兴定五年（1221年），升蒲县为蒲州，辖仵城县和大宁县，隶河东南路。蒙古帝国灭亡金朝，于1234年，废蒲州复置蒲县。